# Эванс, Аджа
Аджа Эванс (англ. Aja Evans) — американская бобслеистка. Бронзовая призёрка Олимпийских игр 2014 года.

## Карьера
Аджа Эванс родилась 12 мая 1988 года в городе Чикаго (штат Иллинойс). Эванс училась в Университете Невады, потом перешла в Иллинойсский университет в Урбане-Шампейне. Эванс соревновались в толкании ядра и в беге на длинную дистанцию в колледже.
Эванс была разгоняющей в команде с Джейми Грубель, Эланой Майерс и Жасмин Фенлэйтор в Кубке мира 2012/13, с которыми стала третьей на этапе в Иглсе и второй в Сочи. В сезоне 2013/14 выиграла серебро в Калгари и золото в Парк Сити.
Эванс была приглашена на зимнюю Олимпиаду 2014 года по бобслею 19 января 2014 года. 19 февраля 2014 года, Эванс вместе с Джейми Грубель завоевала бронзовую медаль на зимней Олимпиаде 2014 года.

## Семья
Аджа Эванс родилась в спортивной семье. Её отец Фред был первым темнокожим победителем чемпионата по плаванию среди студентов колледжей, выступал за Чикаго. Брат, которого также зовут Фред — дефенсив тэкл клуба «Миннесота Вайкингс». Дядя Гэри Мэттьюз был аутфилдером. Двоюродный брат Гэри Мэттьюз-младший тоже играет в бейсбол.